# Браун, Брюс (баскетболист)
Брюс Браун младший (англ. Bruce Brown Jr.; род. 15 августа 1996, Бостон) — американский профессиональный баскетболист, выступающий за клуб Национальной баскетбольной ассоциации «Нью-Орлеан Пеликанс». На студенческом уровне в течение одного сезона выступал за «университет Майами». На драфте НБА 2018 года был выбран «Пистонс» во втором раунде под общим 42-м номером. Играет на позиции атакующего защитника.

## НБА

### Детройт Пистонс (2018–2020)
21 июня 2018 года Браун был выбран на драфте НБА 2018 года во втором раунде под общим 42-м номером клубом «Детройт Пистонс». Браун дебютировал в НБА 17 октября 2018 года, выйдя в стартовой пятёрке в матче против «Бруклин Нетс», за 19 минут игрового времени ему не удалось набрать очков, а также он сделал 2 подбора и 1 результативную передачу.
2 ноября 2019 года, во второй свой сезон в лиге, он установил ряд личных рекордов в НБА, набрав 22 очка, 7 результативных передач, а также проведя на площадке впервые в карьере больше 40 минут, в победном матче против всё тех же «Бруклин Нетс». 2 февраля 2020 года Браун почти сделал трипл-дабл, не хватило 2 передач, (19 очков, 10 подборов и 8 передач) и помог своей команде выиграть у «Денвер Наггетс».

### Бруклин Нетс (2020–2022)
19 ноября 2020 года в результате трёхстороннего обмена оказался в «Бруклин Нетс».

### Денвер Наггетс (2022—2023)
7 июля 2022 года Браун подписал контракт с «Денвер Наггетс». 23 ноября Браун оформил трипл-дабл, набрав 17 очков, 13 подборов и 10 передач во время победы над «Оклахома-Сити Тандер». В 2023 году Браун и «Наггетс» вышли в финал НБА, где победили «Майами Хит» в пяти матчах. Браун набрал победные очки, попав бросок со штрафного, когда до конца игры оставалось чуть больше девяноста секунд, и реализовал два штрафных броска, увеличив разрыв в счете, когда оставалось менее чем тридцать секунд до конца.

### Индиана Пэйсерс (2023—2024)
6 июля 2023 года Браун подписал двухлетний контракт с клубом «Индиана Пэйсерс» на сумму 45 миллионов долларов. Браун стал играть более активную роль в новом клубе, получив место в стартовом составе как самый высокооплачиваемый игрок «Пэйсерс» в сезоне 2023-24. 
25 октября 2023 года Браун впечатлил в своем дебютном матче за «Пэйсерс», набрав 24 очка при максимальных в карьере 6 из 8 точных трехочковых бросков, а также 3 подбора и перехват в победе над «Вашингтон Уизардс».

### Торонто Рэпторс (2024—2025)
17 января 2024 года «Пэйсерс» обменяли Брауна, а также Джордана Нвору, Кайру Льюиса-младшего и три драфт-пика первого раунда в «Торонто Рэпторс» на Паскаля Сиакама.

### Нью-Орлеан Пеликанс (2025—настоящее время)
6 февраля 2025 года «Рэпторс» обменяли Брауна, Келли Олиника и несколько драфт-пиков в «Нью-Орлеан Пеликанс» на Брэндона Ингрэма.

## Статистика

### Статистика в НБА
| Сезон                                                                                    | Команда    | Регулярный сезон | Регулярный сезон | Регулярный сезон | Регулярный сезон | Регулярный сезон | Регулярный сезон | Регулярный сезон | Регулярный сезон | Регулярный сезон | Регулярный сезон | Регулярный сезон | Серия плей-офф | Серия плей-офф | Серия плей-офф | Серия плей-офф | Серия плей-офф | Серия плей-офф | Серия плей-офф | Серия плей-офф | Серия плей-офф | Серия плей-офф | Серия плей-офф |
| Сезон                                                                                    | Команда    | GP               | GS               | MPG              | FG%              | 3P%              | FT%              | RPG              | APG              | SPG              | BPG              | PPG              | GP             | GS             | MPG            | FG%            | 3P%            | FT%            | RPG            | APG            | SPG            | BPG            | PPG            |
| ---------------------------------------------------------------------------------------- | ---------- | ---------------- | ---------------- | ---------------- | ---------------- | ---------------- | ---------------- | ---------------- | ---------------- | ---------------- | ---------------- | ---------------- | -------------- | -------------- | -------------- | -------------- | -------------- | -------------- | -------------- | -------------- | -------------- | -------------- | -------------- |
| 2018/19                                                                                  | Детройт    | 74               | 56               | 19,6             | 39,8             | 25,8             | 75,0             | 2,5              | 1,2              | 0,5              | 0,5              | 4,3              | 4              | 2              | 14,3           | 35,7           | 20,0           | 100,0          | 2,0            | 0,5            | 0,5            | 0,3            | 3,3            |
| 2019/20                                                                                  | Детройт    | 58               | 43               | 28,2             | 44,3             | 34,4             | 73,9             | 4,7              | 4,0              | 1,1              | 0,5              | 8,9              | Не участвовал  | Не участвовал  | Не участвовал  | Не участвовал  | Не участвовал  | Не участвовал  | Не участвовал  | Не участвовал  | Не участвовал  | Не участвовал  | Не участвовал  |
| 2020/21                                                                                  | Бруклин    | 65               | 37               | 22,3             | 55,6             | 28,8             | 73,5             | 5,4              | 1,6              | 0,9              | 0,4              | 8,8              | 12             | 5              | 23,1           | 50,6           | 18,2           | 81,3           | 5,1            | 2,1            | 0,7            | 0,4            | 7,9            |
| 2021/22                                                                                  | Бруклин    | 72               | 45               | 24,6             | 50,6             | 40,4             | 75,8             | 4,8              | 2,1              | 1,1              | 0,7              | 9,0              | 4              | 4              | 34,8           | 56,8           | 42,9           | 80,0           | 4,8            | 2,8            | 1,3            | 0,8            | 14,0           |
| 2022/23                                                                                  | Денвер     | 80               | 31               | 28,5             | 48,3             | 35,8             | 75,8             | 4,1              | 3,4              | 1,1              | 0,6              | 11,5             | 20             | 0              | 26,5           | 51,1           | 31,6           | 85,7           | 4,0            | 1,9            | 1,1            | 0,5            | 12,0           |
| 2023/24                                                                                  | Индиана    | 33               | 33               | 29,7             | 47,5             | 32,7             | 81,7             | 4,7              | 3,0              | 1,1              | 0,2              | 12,1             | Не участвовал  | Не участвовал  | Не участвовал  | Не участвовал  | Не участвовал  | Не участвовал  | Не участвовал  | Не участвовал  | Не участвовал  | Не участвовал  | Не участвовал  |
| 2023/24                                                                                  | Торонто    | 34               | 11               | 26,0             | 48,1             | 31,7             | 83,3             | 3,8              | 2,7              | 0,7              | 0,3              | 9,6              | Не участвовал  | Не участвовал  | Не участвовал  | Не участвовал  | Не участвовал  | Не участвовал  | Не участвовал  | Не участвовал  | Не участвовал  | Не участвовал  | Не участвовал  |
| 2024/25                                                                                  | Торонто    | 18               | 0                | 19,6             | 43,5             | 30,6             | 89,7             | 3,8              | 1,6              | 0,9              | 0,2              | 8,4              | Не участвовал  | Не участвовал  | Не участвовал  | Не участвовал  | Не участвовал  | Не участвовал  | Не участвовал  | Не участвовал  | Не участвовал  | Не участвовал  | Не участвовал  |
| 2024/25                                                                                  | Нью-Орлеан | 23               | 12               | 24,7             | 41,0             | 35,6             | 75,0             | 4,2              | 2,4              | 0,7              | 0,3              | 8,2              | Не участвовал  | Не участвовал  | Не участвовал  | Не участвовал  | Не участвовал  | Не участвовал  | Не участвовал  | Не участвовал  | Не участвовал  | Не участвовал  | Не участвовал  |
|                                                                                          | Всего      | 457              | 268              | 24,9             | 47,6             | 33,7             | 76,8             | 4,2              | 2,4              | 0,9              | 0,5              | 8,9              | 40             | 11             | 25,1           | 51,0           | 31,0           | 84,4           | 4,2            | 1,9            | 0,9            | 0,5            | 10,1           |
| Наведите курсор мыши на аббревиатуры в заголовке таблицы, чтобы прочесть их расшифровку. |            |                  |                  |                  |                  |                  |                  |                  |                  |                  |                  |                  |                |                |                |                |                |                |                |                |                |                |                |

### Статистика в Джи-Лиге
| Сезон                                                                                    | Команда            | Регулярный сезон | Регулярный сезон | Регулярный сезон | Регулярный сезон | Регулярный сезон | Регулярный сезон | Регулярный сезон | Регулярный сезон | Регулярный сезон | Регулярный сезон | Регулярный сезон | Серия плей-офф | Серия плей-офф | Серия плей-офф | Серия плей-офф | Серия плей-офф | Серия плей-офф | Серия плей-офф | Серия плей-офф | Серия плей-офф | Серия плей-офф | Серия плей-офф |
| Сезон                                                                                    | Команда            | GP               | GS               | MPG              | FG%              | 3P%              | FT%              | RPG              | APG              | SPG              | BPG              | PPG              | GP             | GS             | MPG            | FG%            | 3P%            | FT%            | RPG            | APG            | SPG            | BPG            | PPG            |
| ---------------------------------------------------------------------------------------- | ------------------ | ---------------- | ---------------- | ---------------- | ---------------- | ---------------- | ---------------- | ---------------- | ---------------- | ---------------- | ---------------- | ---------------- | -------------- | -------------- | -------------- | -------------- | -------------- | -------------- | -------------- | -------------- | -------------- | -------------- | -------------- |
| 2018/19                                                                                  | Гранд-Рапидс Драйв | 2                | 2                | 32,8             | 37,5             | 0,0              | 63,6             | 8,5              | 3,5              | 1,0              | 1,5              | 15,5             | Не участвовал  | Не участвовал  | Не участвовал  | Не участвовал  | Не участвовал  | Не участвовал  | Не участвовал  | Не участвовал  | Не участвовал  | Не участвовал  | Не участвовал  |
|                                                                                          | Всего              | 2                | 2                | 32,8             | 37,5             | 0,0              | 63,6             | 8,5              | 3,5              | 1,0              | 1,5              | 15,5             | Не участвовал  | Не участвовал  | Не участвовал  | Не участвовал  | Не участвовал  | Не участвовал  | Не участвовал  | Не участвовал  | Не участвовал  | Не участвовал  | Не участвовал  |
| Наведите курсор мыши на аббревиатуры в заголовке таблицы, чтобы прочесть их расшифровку. |                    |                  |                  |                  |                  |                  |                  |                  |                  |                  |                  |                  |                |                |                |                |                |                |                |                |                |                |                |

### Статистика в NCAA
| Сезон | Команда          | Conf  | Class | GP | GS | MPG  | FG%  | 3P%  | FT%  | RPG | APG | SPG | BPG | PPG  |
| --- | ---------------- | ----- | ----- | -- | -- | ---- | ---- | ---- | ---- | --- | --- | --- | --- | ---- |
| 2016/17 | Майами (Флорида) | ACC   | FR    | 33 | 29 | 31,9 | 45,9 | 34,7 | 74,4 | 5,6 | 3,2 | 1,5 | 0,5 | 11,8 |
| 2017/18 | Майами (Флорида) | ACC   | SO    | 19 | 19 | 33,7 | 41,5 | 26,7 | 62,9 | 7,1 | 4,0 | 1,3 | 0,8 | 11,4 |
| Всего | Всего            | Всего | Всего | 52 | 48 | 32,6 | 44,2 | 31,6 | 70,2 | 6,2 | 3,5 | 1,4 | 0,6 | 11,7 |
| Наведите курсор мыши на аббревиатуры в заголовке таблицы, чтобы прочесть их расшифровку Статистика приведена с сайта sports-reference.com |                  |       |       |    |    |      |      |      |      |     |     |     |     |      |